# Минино (Ашевское)
Минино — деревня на северо-западе Бежаницкого района Псковской области.  Входит в состав сельского поселения Ашевское.
Расположена на берегу реки Ашевка, в 24 км к северо-западу от райцентра Бежаницы и в 4 км к юго-востоку от села Ашево.
Численность населения деревни составляет 17 жителей (2000 год).
До 3 июня 2010 года деревня входила в состав ныне упразднённой Ашевской волости.